# الزاوية العلاوية بمدينة غليزان
الزاوية العلاوية بمدينة غليزان من أشهر المدارس الصوفية بمدينة غليزان تأسست عام 1920 وتتبع الطريقة الشاذلية الدرقاوية.

## تاريخ
وهي زاوية المعدّة لإقامة الصلوات الخمس، وبمعيتها بيت لتعليم كتاب الله للأطفال من أبناء الفقراء والمساكين، وهي حبس كذلك على ما يرجع لمصلحة الدين ومن بث الهداية والإرشاد بين أفراد العباد، وهي تحت تصرّف تلميذه الخاص الصادق الكريم العارف بالله صالح بن ديمراد التلمساني أصلا ومنشأ، القاطن بمدينة غليزان حيث له حظّ وافر من خشية الله، وإلمام تام بفن الطريق، وكان يعتمده الأستاذ في أغلب مهماته، وكان ممّن يشاورهم في الأمر، وكان أشبه بالسفير في شؤون النسبة، ولقد ناداه الأستاذ إلى منزله في أيام مرضه الذي مات فيه، وأوصاه على عدّة مسائل، تخص عائلته المحترمة، وقال له:
| الزاوية العلاوية بمدينة غليزان | إنّي أشهد لك أنّ الأيام التي قطعتها معنا قد قطعتها صادقا | الزاوية العلاوية بمدينة غليزان |

ومن المعلوم أنّ المرء يموت على ما عاش عليه، ويبعث على ما مات عليه :
﴿فَأَقِمْ وَجْهَكَ لِلدِّينِ حَنِيفًا فِطْرَةَ اللَّهِ الَّتِي فَطَرَ النَّاسَ عَلَيْهَا لَا تَبْدِيلَ لِخَلْقِ اللَّهِ ذَلِكَ الدِّينُ الْقَيِّمُ وَلَكِنَّ أَكْثَرَ النَّاسِ لَا يَعْلَمُونَ ۝٣٠﴾ [الروم:30]
وبعد وفاة الأستاذ تغمده الله برحمته، قامت بعده فتن كادت لولا لطف الله أن تقضي على معالم النسبة والعياذ بالله، فكان سيدي الحاج صالح الرجل العامل المخلص وتصدّى لتلك الفتن، ولم يزل في جهاده المقدّس، وعلى الوفاء بعهده على صبغة إلهيّة يتمنّاها المؤمن الذي يرجو لقاء ربّه، حيث إنّ الرجال سواء حتى تبتلى.

## شيوخ الزوايا
|    | الشيوخ         | البداية | نهاية المنصب |
| -- | -------------- | ------- | ------------ |
| 01 | صالح بن ديمراد |         |              |
| 02 | طاهر بومنجوط   |         | 1970         |
| 03 | مصطفى بن يطو   | 1970    | 2012         |

### مقالات ذات صلة
- الطريقة الشاذلية
- الطريقة القادرية
- الطريقة الرحمانية

### وصلة خارجية
- زوايا الشيخ العلاوي عبر الأقطار والمقادم من تلامذته